# Tschuchnowsky-Nunatak
Der Tschuchnowsky-Nunatak (russisch Гора Чухновского Gora Tschuchnowskowo) ist ein Nunatak im ostantarktischen Enderbyland. Er ragt 28 km südlich des Mount Maslen auf.
Luftaufnahmen entstanden 1957 im Rahmen der Australian National Antarctic Research Expeditions und 1962 bei einer sowjetischen Antarktisexpedition. Wissenschaftler letzterer Forschungsreise benannten ihn nachdem sowjetischen Arktispiloten Boris Tschuchnowsky (1898–1975).